# Volley Talmassons
Il Volley Talmassons è una società pallavolistica femminile italiana con sede a Talmassons: milita nel campionato di Serie A2.

## Storia
Il Volley Talmassons viene fondato nel 1991. Nella stagione 2012-13 partecipa alla Serie B2: nell'annata successiva sfiora la promozione in Serie B1, uscendo ai quarti di finale dei play-off promozione, dopo aver chiuso il proprio girone al secondo posto. La promozione tuttavia arriva nella stagione 2014-15 quando conclude l'annata in testa al girone D: nella stessa annata conquista la Coppa Italia di categoria.
Debutta in Serie B1 nella stagione 2015-16: nelle due annate seguenti chiude la regular season al secondo posto nel proprio girone, venendo eliminata poi nei play-off promozione rispettivamente in finale e in semifinale; al termine del campionato 2018-19 viene promossa in Serie A2, dopo aver conquistato la prima posizione del girone B.
Nell'annata 2019-20 esordisce nella serie cadetta, dove nella stagione 2021-22 conquista l'accesso ai play-off promozione e la prima partecipazione alla Coppa Italia di Serie A2. Alla quinta partecipazione, nella stagione 2023-24, conquista la promozione nella massima serie superando la Futura Giovani nella doppia finale dei play-off.
Nell'annata 2024-25 debutta in Serie A1, anche se a fine campionato, complice l'ultimo posto in classifica, retroce in Serie A2.

## Rosa 2024-2025
| N° | Nome               | Ruolo | Data di nascita  | Nazionalità sportiva |
| -- | ------------------ | ----- | ---------------- | -------------------- |
| 1  | Alice Pamio        | S     | 15 gennaio 1998  | Italia               |
| 2  | Sofia Gazzola      | L     | 1º gennaio 2008  | Italia               |
| 3  | Rebecca Feruglio   | P     | 24 febbraio 2006 | Italia               |
| 6  | Jovana Kocić       | C     | 24 febbraio 1998 | Serbia               |
| 7  | Martina Ferrara    | L     | 28 gennaio 1999  | Italia               |
| 8  | Nicole Piomboni    | S     | 22 novembre 2005 | Italia               |
| 9  | Islam Gannar       | C     | 3 luglio 2004    | Italia               |
| 10 | Chidera Eze        | P     | 2 settembre 2003 | Italia               |
| 12 | Olga Strantzalī    | S     | 12 gennaio 1996  | Grecia               |
| 14 | Alexandra Botezat  | C     | 3 agosto 1998    | Italia               |
| 15 | Bianca Bucciarelli | S     | 2 giugno 2001    | Italia               |
| 17 | Maja Storck        | O     | 8 ottobre 1998   | Svizzera             |